# 2-Octen-1-ol
2-Octenol (genauer 2-Octen-1-ol) ist eine chemische Verbindung aus der Gruppe der Alkenole, die in zwei isomeren Formen vorkommt.

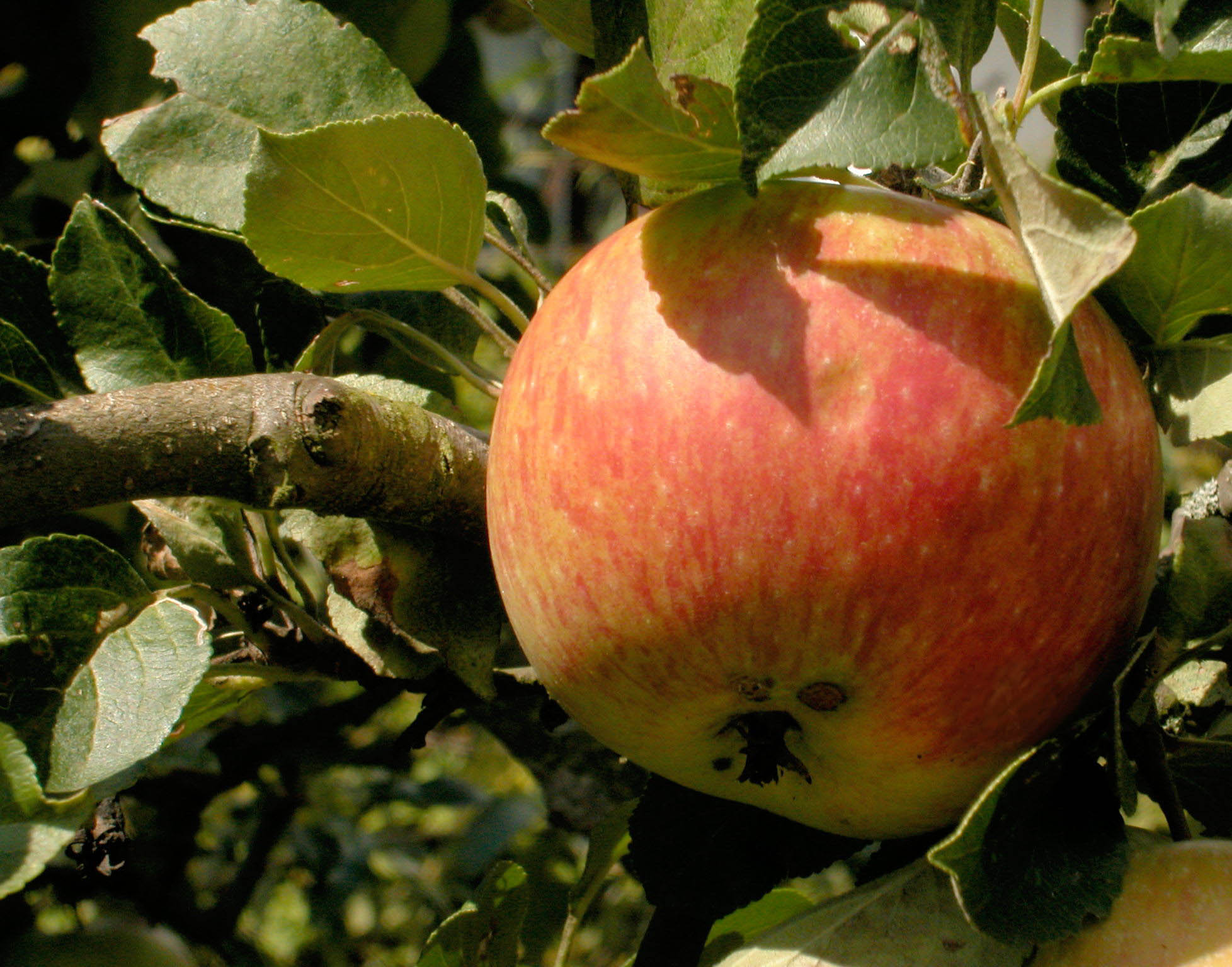
Apfel der Sorte James Grieve

## Vorkommen
trans-2-Octen-1-ol kommt natürlich in Bananen, Äpfeln, Heidelbeeren, Guaven, Orangen, Melonen, Erbsen, Kartoffeln, Hühnern, Wein, Cognac, Rum und Pilzen, wie Shiitake (Lentinus edodes) vor. Neben Speisepilzen ist die Verbindung auch in den flüchtigen und am Geruch erkennbaren Stoffwechselprodukten MVOC von Schimmelpilzen zu finden.

## Eigenschaften
2-Octen-1-ol ist eine farblose Flüssigkeit mit moderig-muffig, pilz-ähnlichem Geruch.